# Srebro oksid
Srebro(I) oksid je hemijsko jedinjenje sa formulom . On je fini crni ili smeđi prah koji se koristi u pripremi drugih jedinjenja srebra.

## Priprema
Srebro oksid je komercijalno dostupan. On se može pripremiti kombinovanjem vodenih rastvora srebro nitrata i alkalnih hidroksida. Treba napomenuti da ova reakcija ne proizvodi znatne količine srebro hidroksida usled povoljne energetike:
-{2 AgOH → Ag2O + H2O (pK = 2.875)

## Spoljašnje veze
- Srebro oksid
- Архивирано на веб-сајту  (8. јул 2008)